# Егоров, Александр Анатольевич
Алекса́ндр Анато́льевич Его́ров (30 августа 1972, Саранск, СССР) — российский спортивный функционер и футбольный судья всероссийской категории (категория PRO-1).

## Карьера
В официальных турнирах под эгидой Российского футбольного союза работает с 2000 года. Как главный арбитр судит матчи второго (с 2001 года) и первого (с 2007 года) российского футбольных дивизионов.
Дебют А. Егорова в качестве главного судьи в матче Премьер-лиги состоялся в матче 3-го тура сезона 2011/2012 между «Волгой» из Нижнего Новгорода и московским «Динамо».
Всего провёл 57 матчей первого дивизиона, 2 матча молодёжного первенства и 110 матчей Премьер-лиги. 
23 мая 2018 года был назначен на пост руководителя департамента судейства и инспектирования Российского футбольного союза. 27 декабря 2019 года покинул занимаемую должность по собственному желанию.
19 февраля 2020 года был единогласно избран президентом Федерации футбола Мордовии. Директор межрегионального центра подготовки юных футболистов Приволжья «Мордовия» и существовавшего в сезоне 2021/22 годов  ФК «Саранск».
В разные годы занимал также руководящие должности в мотоклубе «Мордовия» и баскетбольном клубе «Рускон-Мордовия».
С июня 2023 года — генеральный директор ФК «Уфа». 12 декабря 2023 года покинул свою должность.